# Saurita trichopteraeformis
Saurita trichopteraeformis là một loài bướm đêm thuộc phân họ Arctiinae. Loài này được Peter Jörgensen mô tả năm 1913. Loài này có ở Argentina.